# FK Dinamo Tsjeljabinsk
FK Dinamo Tsjeljabinsk (Russisch: фК Динамо Челябинск) was een Sovjet voetbalclub uit de stad Tsjeljabinsk. De voetbalafdeling was onderdeel van een grotere sportclub die nog steeds bestaat en ook afdelingen in handbal en basketbal heeft. 

## Geschiedenis
De club werd opgericht in 1936 en speelde een jaar later in de vijfde klasse van de Sovjet-competitie, waar ze kampioen werden na een testwedstrijd tegen Dinamo Sverdlovsk. Door herstructurering van de competitie en later het uitbreken van de Tweede Wereldoorlog speelde de club pas in 1946 opnieuw competitievoetbal in de derde klasse. De club promoveerde naar de tweede klasse en werd vierde, terwijl stadsrivaal Dzerzjinets groepswinnaar werd. De volgende jaren werd de club respectievelijk zevende en zesde. In 1947 bereikte de club in de Beker van de Sovjet-Unie de 1/8ste finale, die ze verloren van Dinamo Vorosjilovgrad. Na het seizoen 1949 werd de club ontbonden. 